# 枝本博人
枝本 博人（えだもと ひろと、1947年5月27日 - ）は磯釣りを中心として活動する日本のプロ釣り師。全日本釣り団体協議会宮崎県元会長、九州磯釣連盟元常任理事、九州磯釣連盟宮崎県支部元相談役を歴任。現在宮崎県宮崎市にて釣り餌店を営む。

## 来歴
宮崎県宮崎市出身。底物釣りをこよなく愛し、1978年よりイシダイの大物やクチジロを狙って屋久島・トカラ列島・竹島 (鹿児島県)など、薩南諸島や南西諸島をホームグランドとして釣り歩く。これまでの釣行回数は2000回以上、釣り上げた石鯛やクチジロの数は1000尾を超える。還暦を過ぎてもまだまだ想い入れは衰えを知らない底物一筋の磯釣師。
1996年、出張中の飛行機内の週刊誌にあった、米国マイアミのアーノルド・L・リーバー医学博士による米国ロス警察・マイアミ消防署管内での凶悪事件に関する記事を読む。博士の論文によれば、パトカーや救急車の出動回数は月齢に関係があり、人間の理性や本能は「月齢に支配されている」という。これがきっかけとなり、特に喰い渋りが強く釣るのが非常に難しいとされるクチジロ釣りに、博士の論文を置き換えて検証を開始した。その後実証を重ねること十数年、石鯛・クチジロだけでなく、過去35年間に釣りあげられた1万件以上の釣果記録から、月齢と大物が釣れる日時に関連性を見出し、釣果予測理論「時間月齢式・大漁時刻表」を構築した。
また、石鯛釣りの「真空オモリ仕掛け」の考案や、石鯛竿三本継の大物対応竿 「鳴瀬石鯛（ゼニス社）」の開発に携わり、大物狙いの三本継竿を全国に普及させなど、石鯛、クチジロ釣りの研究開発を現在も続けている。
1993年から2000年までの8年間、毎週金曜日18:30からのNHK宮崎放送局の生番組「6時半ですニュース宮崎・宮崎の釣り」に初代釣りキャスターとしてレギュラー出演。同番組の「今週の魚拓」コーナーにも魚拓評議員として出演。1997年にはNHK宮崎放送局より、番組制作・運営感謝状をうける。
2004年5月シマノ「釣り・ロマンを求めて」にてクチジロ、石鯛狙いの屋久島釣行を同じくプロの磯釣り師である橋本陽一郎氏と出演。
2006年8月から2007年7月まで、釣春秋社発行の釣り雑誌「石鯛倶楽部」にて、クチジロに人生を捧げる男の回顧録「南西諸島一本道の旅」を1年間連載。その後も釣り雑誌などに釣りに関する執筆活動を続ける。
2012年5月、釣りビジョン「五畳半の狼」に出演。
2010年3月から2013年3月、毎週金曜日東京中日スポーツ・中日スポーツに時間月齢方式・大漁時間月齢による大物釣果予測を掲載。

## 出演番組
- NHK宮崎放送局 6時半ですニュース宮崎・宮崎の釣り
- テレビ東京 釣り・ロマンを求めて
- 釣りビジョン 五畳半の狼

## 著書
- 大物狙いの月齢表 (釣大吉社)（2007年12月）
- 大物狙い時間月齢 九州版 （釣春秋社）(2008年11月)
- 大物狙い時間月齢 九州版 （釣春秋社）（2009年11月）
- 大物狙い時間月齢 九州版 （釣春秋社）（2010年11月）
- 時間月齢方式 全国版 （昭和ハルブランチ社）（2011年5月） ISBN 978-4904849088
- 時間月齢方式 全国版 （昭和ハルブランチ社）（2011年11月） ISBN ISBN 978-4904849125
- 大漁時刻表 全国版 （昭和ハルブランチ社）（2012年5月）  ISBN ISBN 978-4904849132
- 大漁時刻表 全国版 （昭和ハルブランチ社）（2012年11月）  ISBN ISBN 978-4904849149
- 大漁時刻表 全国版 （昭和ハルブランチ社）（2013年5月）  ISBN ISBN 978-4904849163

## 雑誌・新聞掲載
- 石鯛倶楽部（釣春秋社）
- 時間月齢方式・大漁時間月齢による大物釣果予測（東京中日スポーツ新聞、中日スポーツ新聞）
- 釣りファン（ケイエス企画[7]）